# Елоуга (Орегон)
Елоуга (англ. Aloha) — переписна місцевість (CDP) в США, в окрузі Вашингтон штату Орегон. Населення — 53 828 осіб (2020).

## Географія
Елоуга розташована за координатами 45°29′31″ пн. ш. 122°52′21″ зх. д. / 45.49194° пн. ш. 122.87250° зх. д. (45.492045, -122.872609).  За даними Бюро перепису населення США в 2010 році переписна місцевість мала площу 19,08 км², уся площа — суходіл.

## Демографія
Згідно з переписом 2010 року, у переписній місцевості мешкало 49 425 осіб у 16 875 домогосподарствах у складі 12 469 родин. Густота населення становила 2590 осіб/км².  Було 17711 помешкання (928/км²).
Расовий склад населення:
| - 70,9 % — білих - 8,9 % — азіатів - 2,6 % — чорних або афроамериканців - 1,0 % — корінних американців - 0,5 % — вихідців з тихоокеанських островів - 11,0 % — осіб інших рас |

До двох чи більше рас належало 5,1 %. Частка іспаномовних становила 21,1 % від усіх жителів.
За віковим діапазоном населення розподілялося таким чином: 28,1 % — особи молодші 18 років, 64,9 % — особи у віці 18—64 років, 7,0 % — особи у віці 65 років та старші. Медіана віку мешканця становила 32,8 року. На 100 осіб жіночої статі у переписній місцевості припадало 100,0 чоловіків;  на 100 жінок у віці від 18 років та старших — 96,7 чоловіків також старших 18 років.
Середній дохід на одне домашнє господарство  становив 74 684 долари США (медіана — 65 765), а середній дохід на одну сім'ю — 79 304 долари (медіана — 68 349). Медіана доходів становила 49 657 доларів для чоловіків та 39 272 долари для жінок. За межею бідності перебувало 14,9 % осіб, у тому числі 22,0 % дітей у віці до 18 років та 6,4 % осіб у віці 65 років та старших.
Цивільне працевлаштоване населення становило 26 645 осіб. Основні галузі зайнятості: освіта, охорона здоров'я та соціальна допомога — 19,5 %, виробництво — 17,2 %, науковці, спеціалісти, менеджери — 11,6 %, роздрібна торгівля — 11,1 %.